# Morzine
Morzine är en kommun i departementet Haute-Savoie i regionen Auvergne-Rhône-Alpes i sydöstra Frankrike. Kommunen ligger i kantonen Le Biot som tillhör arrondissementet Thonon-les-Bains. År 2022 hade Morzine 2 661 invånare.
Orten är ett populärt turistmål för skidåkare på vintern och för cyklister och vandrare på sommaren.

## Befolkningsutveckling
Antalet invånare i kommunen Morzine
| Referens: INSEE |